# Louis Alphonse Gassion
Louis Alphonse Gassion (Falaise, 1881. május 10. – Párizs, 1944. március 3.) francia cirkuszi mutatványos. Legtöbben a legendás francia énekesnő, Édith Piaf édesapjaként ismerik.

## Életrajza
1881. május 10-én született a Falaise településen egy szegény családban. Apja Victor Alphonse Gassion, lovas volt egy cirkuszban, édesanyja Louise Léontine Deschamps, egy madám volt egy bordélyban Normandiában, Bernayben. Volt hét nővér, melyek közül kettő fiatalon halt meg. Pályafutását a "Ciotti" cirkuszban kezdte, ahol ő volt a "gumiember". Eleinte családjával lépett fel, majd később egyedül.
1914. szeptember 4-én, feleségül vette az olasz származású énekesnőt, Annetta Maillardot, művésznevén "Line Marsa"-t. 1915. december 19-én megszületett első gyermeke, Édith Giovanna, későbbi nevén Édith Piaf. Gassion elhagyta lányát 2 éves korában és anyjára bízta.
1922-ben, Louis elhagyta a Caroli cirkuszt, és úgy döntött, önállóan dolgozik majd. különböző vándor cirkuszokkal is turnézott. Gyakran előfordult, hogy Édith a közönségnek énekelt, miután apja befejezte műsorszámát. Ez akkor volt, amikor Édith Piaf rájött, hogy tehetséges. 1929. június 4-én Louis elvált Annettától, aki alkoholista, majd drogfüggő lett.
1932-ben, amikor Edith elköltözött szerelmével, Louis Dupont-nal és Simone Bertaut-val, újranősült, egy Jeanne-t L'Hôte nevű nővel, akitől 1931-ben gyermeke született, Dénise.
Louis 1944. március 3-án halt meg Párizsban, 62 éves korában, tüdőrákban.

## A popkultúrában
2007-ben, Louis Gassion szerepében Jean-Paul Rouve játszott az Olivier Dahan által rendezett életrajzi filmben, mely Édith Piaf életét dolgozta fel, a Piafban.